# Censorius Datianus
Censorius Datianus († nach 365) war ein spätantiker römischer Politiker im 4. Jahrhundert.
Datianus war Sohn eines Bediensteten in den öffentlichen Bädern, erlernte Stenografie und wurde Notarius. Er wurde Senator in Konstantinopel und führte die Ehrentitel vir clarissimus und patricius. Nach seinem Dienst unter Kaiser Konstantin I. diente er über viele Jahre als wichtiger Berater von dessen Sohn Constantius II. Als comes des Constantius schrieb er 345 einen Brief an Bischof Athanasius, um ihn zur Rückkehr nach Alexandria aufzufordern, nachdem dieser von den Arianern abgesetzt worden war. 351 war er Mitglied des Tribunals, das Bischof Photinus in Sirmium vor Gericht stellte. 354 erlaubte er dem Libanios die Rückkehr nach Antiochia. Im Jahr 358 war er gemeinsam mit Neratius Cerealis Konsul.
Im Jahr 363 war Datianus, nun ein alter Mann, in Antiochia, als Kaiser Julian starb. Er verließ die Stadt, um sich dem Hof Kaiser Jovians in Ancyra anzuschließen, wo er den Winter verbrachte, da ihm Reisen im Winter schwerfielen. Von Galatien aus schrieb er im Februar 364 an den Hof in Nikaia und empfahl die Wahl Valentinians I. als Kaiser. Später war er in Konstantinopel. Datianus war 365 noch am Leben.
Datianus war Christ. Er besaß Besitzungen in Antiochia, wo er Bäder, Villen und Gärten errichten ließ.